# Sára Zeithammerová
Sára Zeithammerová (* 21. května 1997 USA) je česká scenáristka a spisovatelka, autorka scénářů k minisériím TBH a Pět let.

## Život
Narodila se ve Spojených státech amerických, většinu svého života však prožila v Praze. Vystudovala angličtinu a španělštinu na Filozofické fakultě Univerzity Karlovy a scenáristiku na Filmové a televizní fakultě Akademie múzických umění v Praze (FAMU).

## Tvorba
Jako scenáristka se podílela na dvou přelomových minisériích České televize určených primárně pro nový formát iVysílání, TBH a Pět let. Zatímco při psaní seriálu TBH pod vedením kreativní producentky Lucie Kajánkové byla součástí writers roomu sedmi scenáristů, Pět let je její samostatnou prací. Za Pět let byla nominována na Cenu české filmové kritiky a Českého lva.
Dokončila adaptaci románu Hana od Aleny Morštajnové, která je od roku 2021 v přípravě na natáčení (režisérem je Milan Cieslar). Zeithammerová v současnosti (2023) připravuje scénář k autorskému celovečernímu filmu The Abortionist z období první republiky, který pojednává o nelegálních potratech. Rovněž pracuje na scénáři o malířce Toyen s názvem Spící, za který získala finanční ohodnocení od Filmové nadace.
Jako spisovatelka debutovala románem Stehy, pojednávajícím o vztahu staršího ženatého muže a mladé milenky z pohledu dvou žen (manželky, milenky).

### Knihy
- 2022: Stehy
- 2025: Listen[7]

### Scénáře
- 2022: TBH
- 2022: Pět let
- 2023: Hana